# Michelle Pierce
Michelle Pierce (Palo Alto, 27 augustus 1987) is een Amerikaans actrice.

## Carrière
Pierce speelde tal van gastrollen in bekende series. Haar bekendste rol is die van Breena in NCIS, waar ze de vriendin/verloofde/vrouw speelde van Jimmy Palmer. Ze speelde ook in series als Living with Fran, Criminal Minds en Desperate Housewives en in de films Transformers en Sharkskin 6.
Pierce studeerde Magna Cum Laude af in Architectuur op UCLA. In 2015 stopte ze met acteren en ging ze aan de slag als vastgoedmakelaar. Ze trouwde in 2019.  Haar grootmoeder Helen Bray was ook een actrice.

## Filmografie

### Films
| Jaar | Film                               | Rol                    |
| ---- | ---------------------------------- | ---------------------- |
| 2005 | Sharkskin 6                        | Dawn Skylar            |
| 2007 | Boxboarders!                       | Tara Rockwell          |
| 2007 | Transformers                       | Socialite              |
| 2007 | Not Another High School Show       | Melissa's Stepmother   |
| 2007 | The Line-Up                        | Sandy                  |
| 2009 | Play the Game                      | Susan                  |
| 2011 | World Invasion: Battle Los Angeles | Shelly                 |
| 2013 | Casting Couch                      | Jordan Holliday        |
| 2013 | The Monkey's Paw                   | Olivia                 |
| 2013 | Brother's Keeper                   | Nurse Connie Sue Smith |
| 2015 | Shah Bob                           | Lisa                   |

### Series
| Jaar      | Serie                      | Rol                            | Extra  |
| --------- | -------------------------- | ------------------------------ | ------ |
| 2004      | Quintuplets                | Lisa                           | 1 afl. |
| 2004      | The Men's Room             | Jaimie                         | 1 afl. |
| 2005      | Living with Fran           | Taylor Urbanski                | 1 afl. |
| 2005      | Sleeper Cell               | Young beauty                   | 1 afl. |
| 2005-2007 | Days of our Lives          | Jenna Powers / Madison         | 6 afl. |
| 2006      | Jake in Progress           | Michelle                       | 1 afl. |
| 2006      | Windfall                   | Becca                          | 1 afl. |
| 2006      | CSI: NY                    | Jennifer Anderson              | 1 afl. |
| 2006      | Criminal Minds             | Tiffany Spears                 | 1 afl. |
| 2006-2007 | Desperate Housewives       | Tammy Rowland / Tammy Sinclair | 2 afl. |
| 2009      | Rules of Engagement        | Amanda                         | 1 afl. |
| 2009      | CSI: Miami                 | CSI: Miami                     | 1 afl. |
| 2010      | All My Children            | Jasmine                        | 2 afl. |
| 2010-2015 | NCIS                       | Breena Slater / Breena Palmer  | 6 afl. |
| 2011      | The Young and the Restless | Blondie                        | 2 afl. |